# Djebel Messaad
Pour les articles homonymes, voir Djebel.
Djebel Messaad est une commune de la wilaya de M'Sila en Algérie.

## Géographie
La commune de Djebel Messaad est située à 35 km au Sud de Bou Saâda, sur une chaîne montagneuse et boisée des Ouled Naïl de l'Atlas saharien.